# Johnny Williams
Johnny Williams Rojas (Santa Ana; 9 de junio de 1954-Curridabat; 31 de octubre de 2018) fue un futbolista costarricense que se desempeñaba como delantero.

## Trayectoria
Jugó en varios clubes costarricenses, en Primera División fueron: Alajuelense en 1980 (fue campeón), San Carlos en 1982, Municipal Puntarenas en 1985, Herediano en 1986 y Curridabat en 1987.
En total, acumuló 7 goles en 68 partidos de Primera. En Segunda División militó en Sarchí, Uruguay de Coronado y Barrio México.
En el extranjero, participó con el Olimpia en 1986, donde se coronó campeón de la Liga Nacional de Honduras. En 1987 pasó con la Universidad y al siguiente, con Sula.

## Selección nacional
Fue 15 veces internacional con la selección de Costa Rica, de los cuales 10 fueron oficiales y anotó 3 goles, 2 absolutos.

### Participaciones en Campeonatos Concacaf
| Copa                                          | Sede   | Resultado     | Part. | Goles |
| --------------------------------------------- | ------ | ------------- | ----- | ----- |
| Campeonato de Naciones de la Concacaf de 1985 | Varias | Tercer puesto | 3     | 2     |

## Palmarés

### Títulos nacionales
| Título           | Equipo      | País       | Año     |
| ---------------- | ----------- | ---------- | ------- |
| Primera División | Alajuelense | Costa Rica | 1980    |
| Liga Nacional    | Olimpia     | Honduras   | 1986-87 |